# Kleider machen Leute
Kleider machen Leute er en opera af Alexander von Zemlinsky til en libretto af Leo Feld. Operaen havde premiere i Wien den 2. december 1910.